# Itame berta
Itame berta là một loài bướm đêm trong họ Geometridae.